# Jan Kubelík
Jan Kubelík (ur. 5 lipca 1880 w Pradze, zm. 5 grudnia 1940 w Powaskiej Bystrzycy) – czeski skrzypek i kompozytor.
Jan Kubelík urodził się w Michli (dzielnicy Pragi) jako syn krawca. Już jako dziecko ćwiczył grę na skrzypcach po 10-12 godzin dziennie. W wieku 12 lat rozpoczął studia w Konserwatorium w Pradze u Otakara Ševčíka.
Od roku 1898 Kubelík występował jako solista, w roku 1902 otrzymał złoty medal Royal Philharmonic Society w Londynie.
Oprócz występów na estradach koncertowych Kubelík zajmował się kompozycją. Napisał w latach 1916–1924 sześć koncertów skrzypcowych. Przy stworzeniu pierwszego pomagał mu kompozytor Josef Bohuslav Foerster, dalsze napisał samodzielnie.
W roku 1901 rozpoczął tourneé koncertowe po Stanach Zjednoczonych, gdzie wykonał 78 koncertów z towarzyszeniem orkiestr pod batutą Rudolfa Frimla. Dzięki dochodom z tych koncertów w roku 1904 nabył zamek w Býchorach koło Kolina, gdzie mieszkał do roku 1916 wraz z małżonką, hrabiną Marianną Czáky-Széllową. Koncertował też w Ameryce Łacińskiej, Australii i Nowej Zelandii. 
W latach dwudziestych XX wieku recenzenci muzyczni zaczęli krytykować mało emocjonalny styl gry Kubelíka. W latach trzydziestych zaczęły się kłopoty finansowe, związane z nabyciem zamku Rotenturm w austriackim Burgenlandzie. 
Jan Kubelík grał na skrzypcach „Emperor” Stradivariusa z roku 1715.
Synem Jana Kubelíka był dyrygent i kompozytor Rafael Kubelík. Przed tym Jan Kubelík został ojcem sześciu córek, które obrały kariery skrzypaczek.

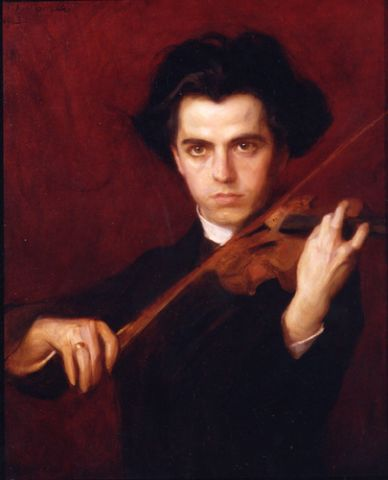
Philip Alexius de László: Jan Kubelík, 1903
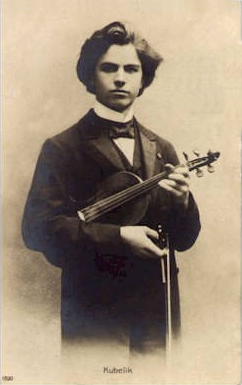
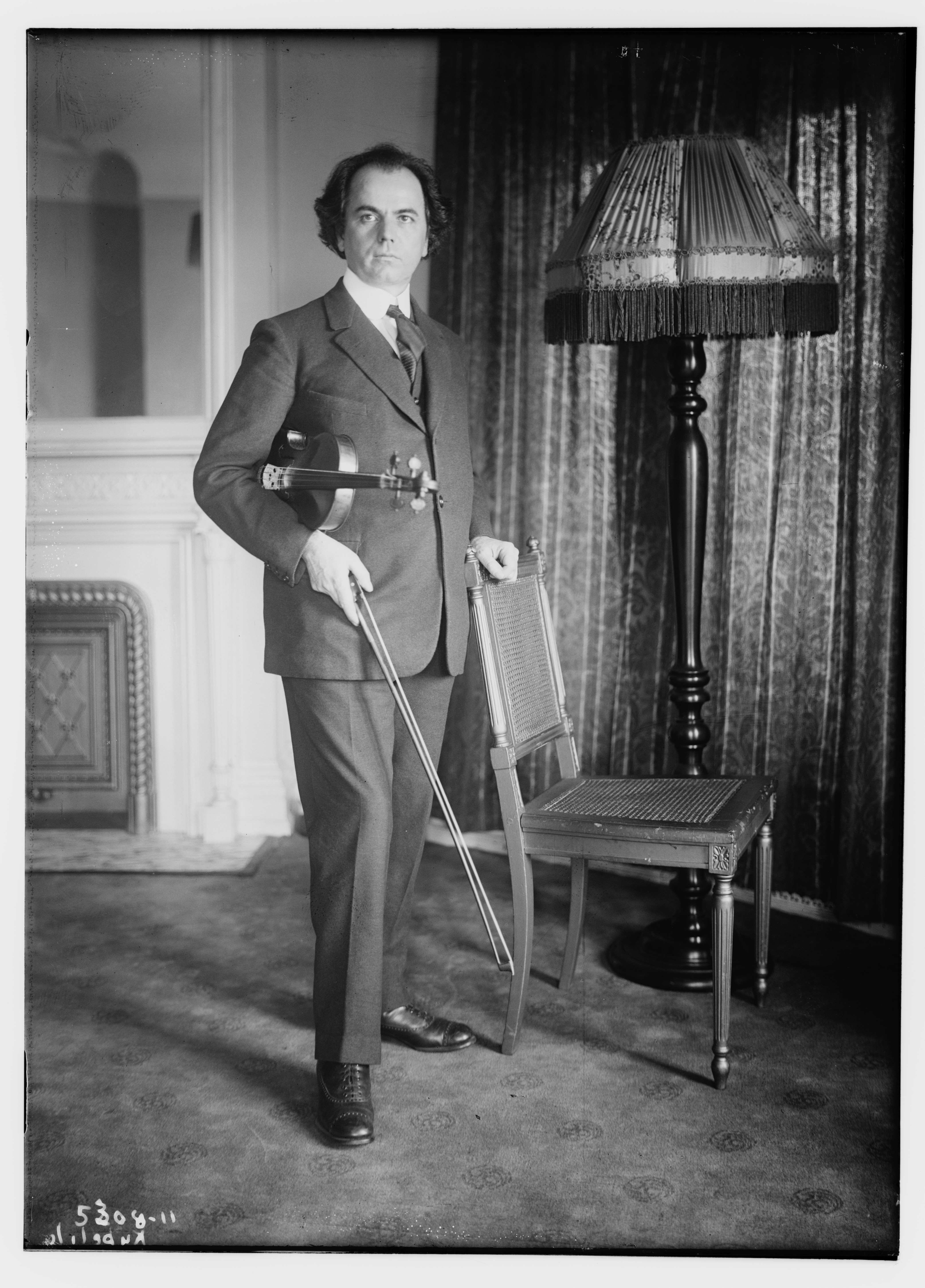
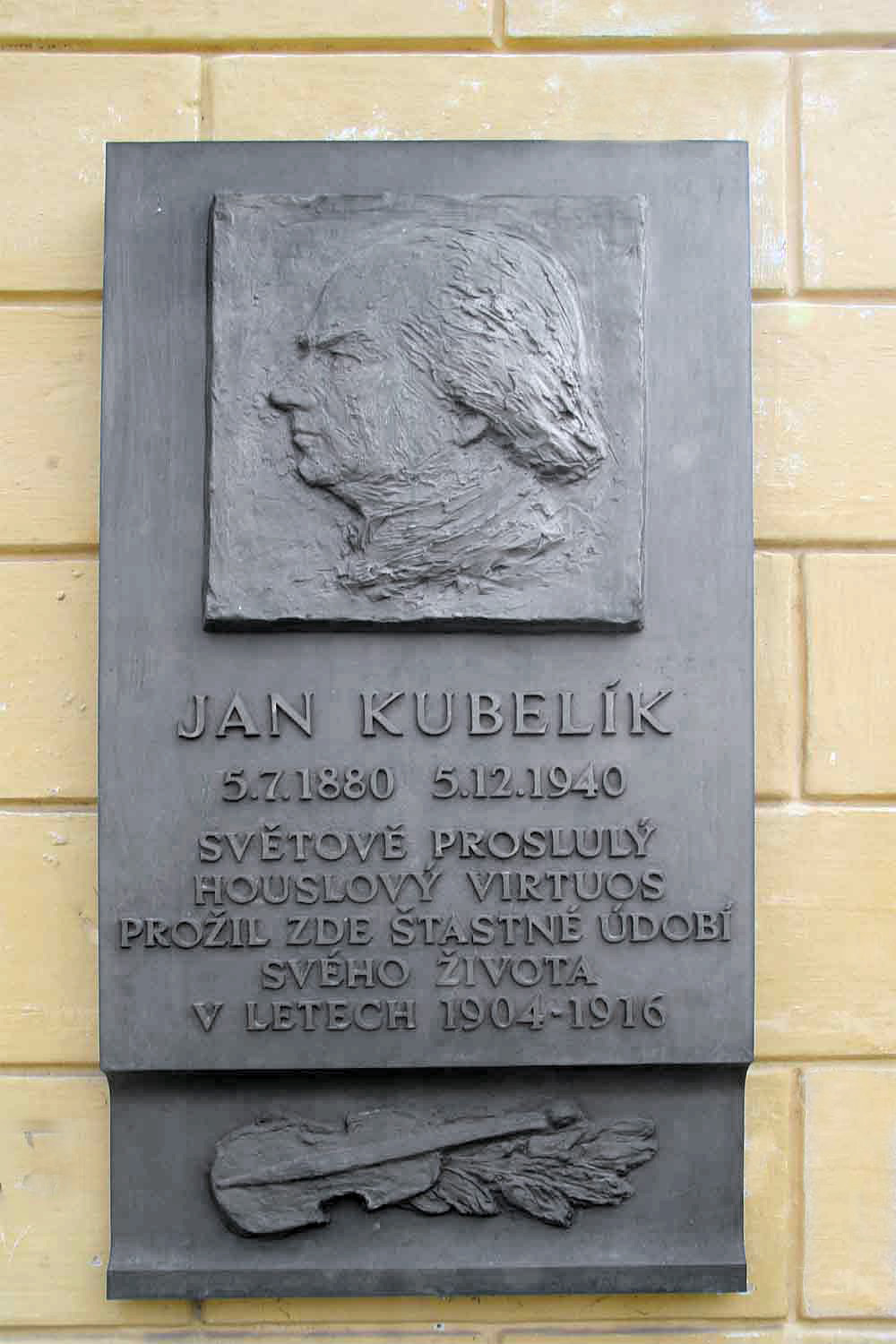
Tablica pamiątkowa w Býchorach koło Kolina